# Roberto Torres (football, 1972)
Roberto Ismael Torres Baez est un footballeur paraguayen né le 6 avril 1972. Il est milieu de terrain.

## Parcours d'entraîneur
- mars 2015-nov. 2015 :  Cerro Porteño
- avr. 2016-août 2016 :  Club Libertad
- mars 2017-nov. 2017 :  Club Nacional
- fév. 2019-août 2019 :  CS Luqueño
- jan. 2020-sep. 2020 :  Club Nacional
- oct. 2020-nov. 2021 :  CA San Lorenzo de Almagro
- nov. 2021-sep. 2022 :  Resistencia SC
- déc. 2022-mars 2023 :  Guaireña FC
- depuis août 2024 :  Club Sol de América